# 2010 în astronomie
2007 - 2008 - 2009 - 2010 - 2011 - 2012 - 2013

## Evenimente

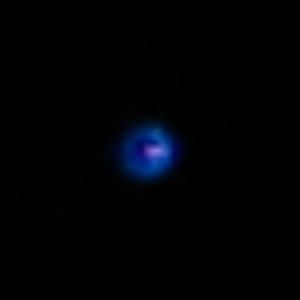
Steaua Regulus (α Leonis)

- 15 ianuarie: eclipsă de soare inelară.[1]
- 27 ianuarie: planeta Marte  s-a aflat  la distanța minimă față de Terra,  la 96 de milioane de km și la opoziție în 30 ianuarie.[2]  Următoarea apropiere față de Pământ și următoarea opoziție va avea loc  în martie 2012.
- 21 martie: Saturn  va atinge strălucirea sa maximă.
- 1–10 aprilie:  planeta Mercur va fi vizibilă pe cerul de seară,  în permanență însoțită de Venus  în partea sa stângă.
- 1–10 iunie:  planeta Marte se va afla în dreptul constelației Leo  și aproape de steaua albastră din această  constelație, Regulus.
- 26 iunie: eclipsă parțială de Lună.
- 11 iulie: eclipsă totală de soare în sudul Oceanului Pacific și Insula Paștelui.[1]
- 11 august: maximul ploii de meteori Perseide
- 20 august: Venus va ajunge la elongația maximă estică (cea mai bună  vizibilitate pe cerul de seară, după apusul Soarelui).[3]
- 21 septembrie:  Jupiter se va afla la opoziție și va avea cea mai mare  strălucire din 1963. Magnitudinea va fi de −2,9.[4]
- 2 decembrie: Venus va avea magnitudinea de −4,7, fiind  vizibil pe cerul dimineții înainte de apropierea zorilor.
- 21 decembrie: eclipsă totală de Lună.[5]

## Fazele Lunii
Tabelul de mai jos rezumă fazele lunii pentru anul 2010:
| nr.crt. | Lună nouă    | Primul pătrar | Lună plină    | Ultimul pătrar |
| ------- | ------------ | ------------- | ------------- | -------------- |
|         |              |               |               | 7 ianuarie     |
| 1       | 15 ianuarie  | 23 ianuarie   | 30 ianuarie   | 5 februarie    |
| 2       | 14 februarie | 22 februarie  | 28 februarie  | 7 martie       |
| 3       | 15 martie    | 23 martie     | 30 martie     | 6 aprilie      |
| 4       | 14 aprilie   | 21 aprilie    | 28 aprilie    | 6 mai          |
| 5       | 14 mai       | 20 mai        | 27 mai        | 4 iunie        |
| 6       | 12 iunie     | 19 iunie      | 26 iulie      | 4 iulie        |
| 7       | 11 iulie     | 18 iulie      | 26 iulie      | 3 august       |
| 8       | 10 august    | 16 august     | 24 august     | 1 septembrie   |
| 9       | 8 septembrie | 15 septembrie | 23 septembrie | 1 octombrie    |
| 10      | 7 octombrie  | 14 octombrie  | 23 octombrie  | 30 octombrie   |
| 11      | 6 noiembrie  | 13 noiembrie  | 21 noiembrie  | 28 noiembrie   |
| 12      | 5 decembrie  | 13 decembrie  | 21 decembrie  | 28 decembrie   |